# Менш, Питер
Питер Дэвид Менш (англ. Peter David Mensch, род. 28 марта 1953, Нью-Йорк, штат Нью-Йорк) — музыкальный менеджер, один из основателей компании Q Prime.
Менш начал карьеру менеджера в возрасте 26 лет, заключив сотрудничество с группой AC/DC. В 1982 году вместе с Клиффом Бернштейном он основал компанию Q Prime, специализирующуюся на услугах музыкального менеджмента. Их первым клиентом была группа Def Leppard. Впоследствии клиентами Q Prime были многие известные исполнители: Metallica, Red Hot Chili Peppers, Muse, The Smashing Pumpkins, Hole, Veruca Salt, Snow Patrol и многие другие, включая Джимми Пейджа. Газета The Financial Times назвала Q Prime «одной из самых авторитетных управляющих компаний в США».

## Детство и юность
Питер Менш родился в Нью-Йорке, в еврейской семье адвоката Мартина Менша и его жены Джин, которая работала педагогом. Он был старшим из трёх детей. Его сестра, Барбара Сена Менш, являлась самой молодой заложницей во время серии террористических актов известных как Угоны самолётов на «Досонс Филд».
В 1971 году Менш окончил среднюю школу Скардсдейла. Затем поступил в Брандейский университет, где работал музыкальным директором студенческой радиостанции. Во время учёбы он познакомился с Клиффом Бернштейном, своим будущим бизнес-партнёром. После окончания университета, он получил степень магистра в области маркетинга в Чикагском университете.

## Карьера
Менш начал свою профессиональную деятельность сразу после окончания Чикагского университета. Его первой работой была должность менеджера на нью-йоркском рекорд-лейбле Blank Records. Вскоре после этого он устроился гастрольным бухгалтером в фирму Leber-Krebs. Там от сотрудничал с такими группами, как Aerosmith и Scorpions. Во время гастролей с Aerosmith Менш познакомился с музыкантами австралийской рок-группы AC/DC и убедил их отказаться от предыдущего менеджера Майкла Браунинга в пользу Leber-Krebs. После этого Менш был назначен менеджером группы (AC/DC стали его первым полноценным клиентом), на тот момент ему было 26 лет.
По совету своего друга Клиффа Бернштейна, работавшего тогда в Mercury Records, Менш нацелился на британский коллектив Def Leppard. Он пригласил их гастролировать с AC/DC в качестве открывающей группы. В документальном фильме Би-би-си показано, что музыканты Def Leppard были недовольны своими тогдашними менеджерами Питом Мартином и Фрэнком Стюартом-Брауном, между вокалистом Джо Эллиоттом и Мартином даже произошла драка. В фильме присутствует цитата Менша о том, что Бернштейн сказал ему: «Мне все равно, есть ли у них менеджеры… давай просто переманим их». Барабанщик группы Рик Аллен вспоминал, что он действительно обращался к Меншу, и тот пролоббировал им контракт с Leber-Krebs. После разногласий Менша с Leber-Krebs по поводу своих роялти он был уволен из этой фирмы и основал собственную — Q Prime вместе с Клиффом Бернштейном. Def Leppard были первыми клиентами их фирмы.
Q Prime сделали себе имя благодаря хеви-металлической сцене, в разное время управляя такими коллективами, как AC/DC, Scorpions, Def Leppard, Dokken, Tesla, Suicidal Tendencies, Queensrÿche и Metallica. В начале 1990-х их список расширился и стал включать альтернативные рок-группы, такие как The Smashing Pumpkins, Hole и Veruca Salt. Они были менеджерами Мадонны в период выхода альбома Ray of Light, а также консультировали The Rolling Stones во время их турне Steel Wheels Tour в 1990 году. Помимо этого, они выступили в качестве менеджеров Led Zeppelin во время их воссоединительного шоу, а также курировали дела Джимми Пейджа в качестве сольного исполнителя в течение нескольких лет после этого. Также, какое-то время, они сотрудничали с поп-певицей Шанайей Твейн. Нынешний список клиентов фирмы включает Metallica, Red Hot Chili Peppers, Muse, Snow Patrol, Foals, Silversun Pickups, Cage the Elephant, Dawes и других. Фирма имеет филиал под названием Q Prime Nashville, клиентами которого являются музыканты Эрик Чёрч и Гиллиан Уэлч, а также группа The Black Keys. Также они были менеджерами оперной дивы Рене Флеминг в период выпуска её альбома Dark Hope.
В интервью газете The Sunday Times, Менш заявил, что он помог с продажей «сотен миллионов» записей, добавив: «Я не могу сказать более конкретно». В 2014 году его вновь позвали стать менеджером AC/DC, однако но отказался.

## Личная жизнь
В 1981 году Менш женился на Су Ватан, бывшей подруге Гэри Ньюмана. Имеет троих детей от второй жены, Мелиссы Мейер, с которой развелся в 2010 году. Развод сопровождался многочисленными скандалами. 17 февраля 2011 в Манхэттенском здании суда он женился на своей третьей жене, Луизе Менш, бывшем члене британского парламента от консерваторов, несмотря на их политические разногласия (Луиза утверждает, что Питер коммунист). Впоследствии Луиза стала широко известна в США своими репортажами и спекуляциями о связях между администрацией Трампа и российским правительством. Пара развелась в августе 2019 года.
Проживает на Манхэттене.